# Längsee (Tirol)
Der Längsee ist der unzugänglichste der 6 Seen westlich von Kufstein. Er liegt inmitten eines Waldes und hat sehr dunkles Wasser.

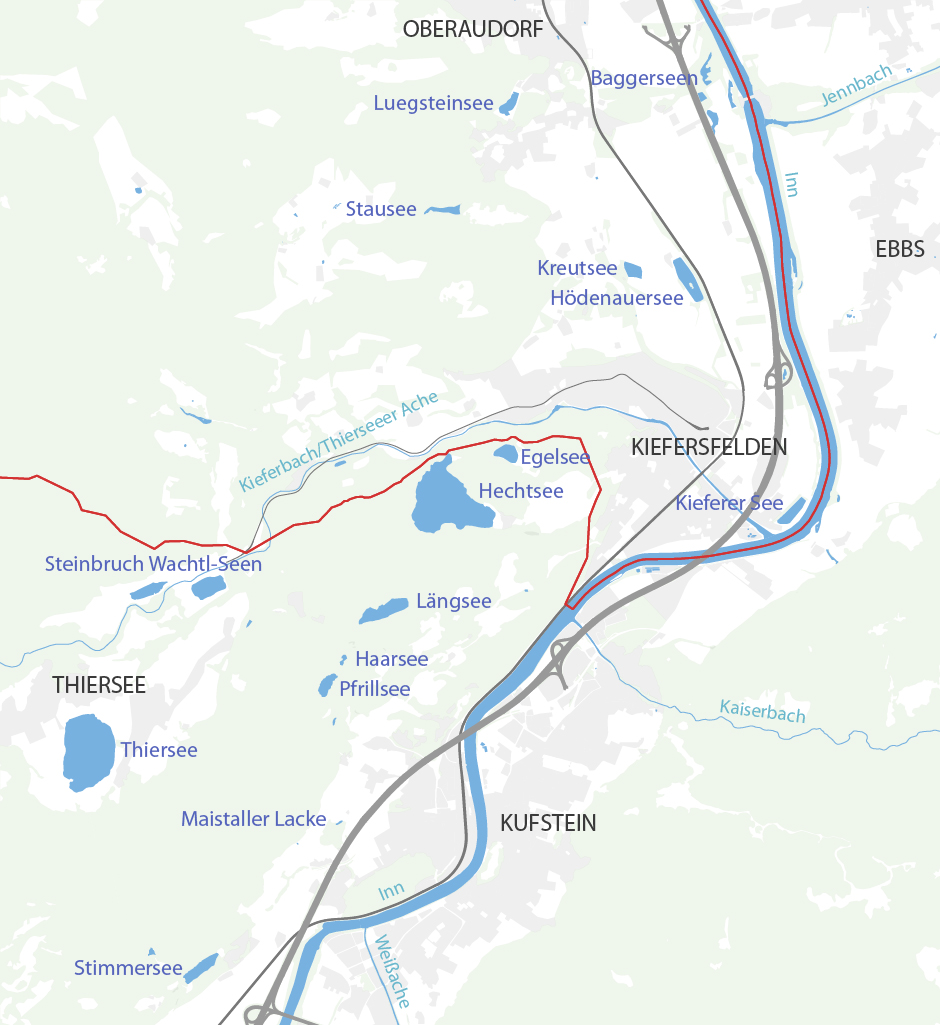
Seen um Kufstein und Kiefersfelden

Der See hat nur einen kleinen Bach als Zufluss. Als Badesee ist der Längsee nicht sehr beliebt, da sein Strand keine Liegeflächen aufweist, sondern fast ausschließlich steil abfallende Ufer, andererseits sind in warmen Sommern bis zu 25 °C Wassertemperatur zu messen (wie etwa Anfang August 2014).
Die „Thierberg-Seen“ (Pfrillsee, Längsee, Hechtsee, Egelsee) sind tektonische Erscheinungen, kleine Einsturzbecken, die möglicherweise durch Hohlräume oder andere Karstphänomenen begünstigt wurden. Der Inntalgletscher hatte sie allerdings in der letzten Eiszeit ausgeräumt, ausgeschürft und mit Moränenschutt und Schmelzwassersedimenten abgedämmt.
Allerdings neigt der Längsee stark zur Verlandung. Sein Abfluss verschwindet in einem Karstloch, tritt hinter einem Hügel westlich wieder aus und vereinigt sich mit dem Hechtbach, der den natürlichen Zufluss des Hechtsees darstellt.